# Élections sénatoriales de 2004 dans le Val-de-Marne
Les élections sénatoriales dans le Val-de-Marne ont eu lieu le dimanche 26 septembre 2004. Elles ont eu pour but d'élire les sénateurs représentant le département au Sénat pour un mandat de sept années.

## Contexte départemental
Lors des élections sénatoriales du 24 septembre 1995 dans le Val-de-Marne, six sénateurs ont été élus selon un mode de scrutin proportionnel : un UDF, un du PS, deux PCF et deux UMP .
Depuis, tous les effectifs du collège électoral des grands électeurs ont été renouvelés, avec les élections législatives françaises de 2002, les élections régionales françaises de 2004, les élections cantonales de 2001 et 2004 et les élections municipales françaises de 2001.

## Sénateurs sortants
| Sénateur | Sénateur           | Parti | Fonctions lors de l'élection en 1995 |
| -------- | ------------------ | ----- | ------------------------------------ |
|          | Hélène Luc         | PCF   | Sénatrice sortante                   |
|          | Odette Terrade     | PCF   | Conseillère municipale d'Orly        |
|          | Serge Lagauche     | PS    | Conseiller régional                  |
|          | Jean Clouet        | UMP   | Sénateur sortant                     |
|          | Lucien Lanier      | UMP   | Sénateur sortant                     |
|          | Jean-Marie Poirier | UMP   |                                      |

## Présentation des listes et des candidats
Les nouveaux représentants sont élus pour une législature de 7 ans au suffrage universel indirect par les 1917 grands électeurs du département. Dans le Val-de-Marne, les sénateurs sont élus au scrutin proportionnel plurinominal. Leur nombre reste inchangé, 6 sénateurs sont à élire et 8 candidats doivent être présentés sur la liste pour qu'elle soit validée. Chaque liste de candidats est obligatoirement paritaire et alterne entre les hommes et les femmes. 8 listes ont été déposées dans le département. Elles sont présentées ici dans l'ordre de leur dépôt à la préfecture et comportent l'intitulé figurant aux dossiers de candidature.

### Union pour la démocratie française
| N° | Candidats | Candidats           | Parti | Principale fonction                          |
| -- | --------- | ------------------- | ----- | -------------------------------------------- |
| 01 |           | Jean-Jacques Jégou  | UDF   | Conseiller général, maire du Plessis-Trévise |
| 02 |           | Odile Seguret       | UDF   |                                              |
| 03 |           | Jean-Bernard Thonus | UDF   |                                              |
| 04 |           | Bernadette Darenne  | UDF   |                                              |
| 05 |           | Jean-Brice de Bary  | UDF   |                                              |
| 06 |           | Josette Chanel      | UDF   |                                              |
| 07 |           | Bernard Rousseau    | UDF   |                                              |
| 08 |           | Gisèle Soubrane     | UDF   |                                              |

### Parti communiste français
| N° | Candidats | Candidats              | Parti | Principale fonction                               |
| -- | --------- | ---------------------- | ----- | ------------------------------------------------- |
| 01 |           | Hélène Luc             | PCF   | Sénatrice sortante                                |
| 02 |           | Jean-François Voguet   | PCF   | Maire de Fontenay-sous-Bois                       |
| 03 |           | Odette Terrade         | PCF   | Sénatrice sortante, conseillère municipale d'Orly |
| 04 |           | Christian Favier       | PCF   | Président du conseil général                      |
| 05 |           | Sylvie Altman          | PCF   |                                                   |
| 06 |           | Fatah Aggoune          | PCF   |                                                   |
| 07 |           | Francine Perrot        | PCF   |                                                   |
| 08 |           | Jean-Jacques Porcheron | PCF   |                                                   |

### Union pour un mouvement populaire
| N° | Candidats | Candidats            | Parti | Principale fonction                                           |
| -- | --------- | -------------------- | ----- | ------------------------------------------------------------- |
| 01 |           | Christian Cambon     | UMP   | Maire de Saint-Maurice                                        |
| 02 |           | Catherine Procaccia  | UMP   | Conseillère générale, première adjointe au maire de Vincennes |
| 03 |           | Jean-Marie Poirier   | UMP   | Sénateur sortant                                              |
| 04 |           | Dominique Jossic     | UMP   |                                                               |
| 05 |           | Christian Derouineau | UMP   |                                                               |
| 06 |           | Géraldine Maroudis   | UMP   |                                                               |
| 07 |           | Éric Chérot          | UMP   |                                                               |
| 08 |           | Colette Laurent      | UMP   |                                                               |

### Front national
| N° | Candidats | Candidats | Parti | Principale fonction |
| -- | --------- | --------- | ----- | ------------------- |
| 01 |           |           | FN    |                     |
| 02 |           |           | FN    |                     |
| 03 |           |           | FN    |                     |
| 04 |           |           | FN    |                     |
| 05 |           |           | FN    |                     |
| 06 |           |           | FN    |                     |
| 07 |           |           | FN    |                     |
| 08 |           |           | FN    |                     |

### Parti socialiste
| N° | Candidats | Candidats           | Parti | Principale fonction   |
| -- | --------- | ------------------- | ----- | --------------------- |
| 01 |           | Serge Lagauche      | PS    | Sénateur sortant      |
| 02 |           | Michèle Sabban      | PS    | Conseillère régionale |
| 03 |           | Christian Fournier  | PS    |                       |
| 04 |           | Simonne Ouhioun     | PS    |                       |
| 05 |           | Olivier Sangoï      | PS    |                       |
| 06 |           | Monique Tirode      | PRG   |                       |
| 07 |           | Christophe Lantoine | PS    |                       |
| 08 |           | Marie-Odile Dufour  | PS    |                       |

### Divers droite
| N° | Candidats | Candidats            | Parti | Principale fonction |
| -- | --------- | -------------------- | ----- | ------------------- |
| 01 |           | Estelle Debaecker    | DVD   |                     |
| 02 |           | Christian Daniault   | DVD   |                     |
| 03 |           | Catherine de Rasilly | DVD   |                     |
| 04 |           | Christian Tollari    | DVD   |                     |
| 05 |           | Maryvonne Gaudry     | DVD   |                     |
| 06 |           | Marcel Demeulandre   | DVD   |                     |
| 07 |           | Francine Mineo       | DVD   |                     |
| 08 |           | Robert Seve          | DVD   |                     |

### Divers gauche
| N° | Candidats | Candidats | Parti | Principale fonction |
| -- | --------- | --------- | ----- | ------------------- |
| 01 |           |           | Verts |                     |
| 02 |           |           | Verts |                     |
| 03 |           |           | Verts |                     |
| 04 |           |           | Verts |                     |
| 05 |           |           | Verts |                     |
| 06 |           |           | Verts |                     |
| 07 |           |           | Verts |                     |
| 08 |           |           | Verts |                     |

### Mouvement national républicain
| N° | Candidats | Candidats    | Parti | Principale fonction |
| -- | --------- | ------------ | ----- | ------------------- |
| 01 |           | Roland Favre | MNR   |                     |
| 02 |           |              | MNR   |                     |
| 03 |           |              | MNR   |                     |
| 04 |           |              | MNR   |                     |
| 05 |           |              | MNR   |                     |
| 06 |           |              | MNR   |                     |
| 07 |           |              | MNR   |                     |
| 08 |           |              | MNR   |                     |

## Résultats
| Tête de liste  | Tête de liste      | Liste          | Voix  | %      | Élus |
| -------------- | ------------------ | -------------- | ----- | ------ | ---- |
|                | Christian Cambon   | UMP            | 588   | 31,49  | 2    |
|                | Hélène Luc         | PCF            | 466   | 24,96  | 2    |
|                | Serge Lagauche     | PS-PRG         | 369   | 19,76  | 1    |
|                | Jean-Jacques Jégou | UDF            | 248   | 13,28  | 1    |
|                |                    | Verts          | 139   | 7,45   |      |
|                | Estelle Debaecker  | DVD            | 27    | 1,45   |      |
|                |                    | FN             | 24    | 1,29   |      |
|                | Roland Favre       | MNR            | 6     | 0,32   |      |
|                |                    |                |       |        |      |
| Inscrits       | Inscrits           | Inscrits       | 1 994 | 100,00 |      |
| Abstentions    | Abstentions        | Abstentions    | 12    | 0,60   |      |
| Votants        | Votants            | Votants        | 1 980 | 99,40  |      |
| Blancs et nuls | Blancs et nuls     | Blancs et nuls | 33    | 1,66   |      |
| Exprimés       | Exprimés           | Exprimés       | 1 947 | 97,74  |      |

### Sénateurs élus
| Sénateur | Sénateur             | Parti |
| -------- | -------------------- | ----- |
|          | Hélène Luc           | PCF   |
|          | Jean-François Voguet | PCF   |
|          | Serge Lagauche       | PS    |
|          | Jean-Jacques Jégou   | UDF   |
|          | Christian Cambon     | UMP   |
|          | Catherine Procaccia  | UMP   |